# Ballobar
Ballobar este un oraș în Spania în comunitatea autonomă Aragon, în provincia Huesca.
1. ↑  Nomenclátor Geográfico de Municipios y Entidades de Población (20240402 edition)
2. ↑   https://datos.gob.es/es/catalogo/a02002834-nomenclator-ano-20147 Lipsește sau este vid: |title= (ajutor)